# フロレスティーヌ・ド・モナコ
フロレスティーヌ・ガブリエル・アントワネット・ド・モナコ（Florestine Gabrielle Antoinette de Monaco, 1833年10月2日 - 1897年4月4日）は、モナコ公家の公女。

## 生涯
モナコ公フロレスタンと公妃カロリーヌの間の第2子・長女。1863年2月15日にモナコで、ドイツ・ヴュルテンベルク王国の貴族ヴィルヘルム・フォン・ヴュルテンベルク伯爵と結婚。夫は1867年ウラッハ公爵に陞爵した。夫との間には2人の息子があった。
- ヴィルヘルム・カール・フロレスタン・ゲロ・クレセンティウス（1864–1928） - ウラッハ公爵、名目上のリトアニア王
- カール・ヨーゼフ・ヴィルヘルム・フロレスタン・ゲロ・クレセンティウス（1865–1925）

フロレスティーヌがモナコ公位継承権を保持したままドイツ人と結婚したことは、モナコ君主はフランス又はモナコ市民であるべきとするフランス政府の意に沿わないドイツ国籍の継承権者を生み出す結果となり、モナコ公位継承問題を引き起こした。

## 引用・脚注
1. 1 2 3 4 5 6 7 8  Darryl Lundy (2003年6月22日). “Florestine Grimaldi, Princesse de Monaco”.   ThePeerage.com. 2009年6月7日閲覧。
2. 1 2 3 4 5 6 7 8  Paul Theroff. “MONACO”.   Paul Theroff's Royal Genealogy Site. 2009年6月7日閲覧。
3. ↑  1918 Franco-Monegasque Treaty text Archived 19 May 2011 at the Wayback Machine.